# Meridiana Kamen Team/Saison 2010
Dieser Artikel listet Erfolge und Fahrer des Radsportteams Meridiana Kamen Team in der Saison 2010 auf.

## Mannschaft
| Name                              | Geburtstag        | Nationalität | Team 2009                      |
| --------------------------------- | ----------------- | ------------ | ------------------------------ |
| Marin Andelini                    | 25. Februar 1991  | Kroatien     | Neoprofi                       |
| Daniel Bajlo                      | 21. März 1990     | Kroatien     | Neoprofi                       |
| Salvatore Commesso                | 28. März 1975     | Italien      | Meridiana-Kalev Chocolate Team |
| Nicola D’Andrea                   | 2. November 1983  | Italien      | Meridiana-Kalev Chocolate Team |
| Mariano Giallorenzo               | 7. August 1982    | Italien      | Meridiana-Kalev Chocolate Team |
| Mauro Hrastnik                    | 19. Februar 1991  | Kroatien     | Neoprofi                       |
| Marko Ivančić                     | 24. Dezember 1989 | Kroatien     | Neoprofi                       |
| Boris Legović                     | 7. August 1991    | Kroatien     | Neoprofi                       |
| Oļegs Meļehs                      | 24. März 1982     | Lettland     | Meridiana-Kalev Chocolate Team |
| Aurélien Passeron (bis 31. Juli)  | 19. Januar 1984   | Frankreich   | Tusnad Cycling Team            |
| Bruno Radotić                     | 28. Juni 1983     | Kroatien     | Neoprofi                       |
| Miguel Ángel Rubiano (ab 1. Juli) | 3. Oktober 1984   | Kolumbien    | Betonexpressz 2000-Limonta     |
| Juraj Ugrinić                     | 12. Oktober 1990  | Kroatien     | Neoprofi                       |
| Stefano Usai                      | 26. Oktober 1982  | Italien      | Miche-Silvercross (2008)       |

## Platzierungen in UCI-Ranglisten
UCI Europe Tour 2010
|       | Fahrer               | Punkte |
| ----- | -------------------- | ------ |
| 97.   | Miguel Ángel Rubiano | 136    |
| 1181. | Bruno Radotić        | 2      |